# Lily Vincenti
Lily Vincenti (Parigi, 13 ottobre 1916 – ...) è stata un'attrice italiana.

## Biografia
È stata un'attrice degli anni trenta e quaranta del cinema italiano.
Reciterà anche in alcuni film del cinema spagnolo fino al 1951.
Nata a Parigi, esordisce sullo schermo nel film Gli uomini non sono ingrati di Guido Brignone nella parte di Lily.
Nel 1938 il regista Corrado D'Errico gli affida il ruolo di Vinny nel film Tutta la vita in una notte.
Nel 1940 recita la parte di Lilly l'amichetta di Carlo Duse nel film Il segreto di Villa Paradiso di Domenico Gambino.
Nel 1944 recita nel film Romanzo a passo di danza di Giancarlo Cappelli e Salvio Valenti nella parte di Lula.